# Свети Безсребреници (Долно Крушево)
„Свети Безсребреници Козма и Дамян“ (на гръцки: Αγίων Αναργύρων Κάτω Κερδυλλίων) е православна църква в сярското село Долно Крушево (Като Кердилия), Гърция, част от Сярската и Нигритска епархия. В 1941 година след унищожаването на Горно и Долно Крушево от германските окупационни части, църквата заедно с храма „Свети Георги и Свети Рафаил“ и училището са единствените сгради, които оцеляват в селото. По-късно е възстановена.
В 1991 година храмът е обявен за защитен паметник на културата.